# 베르헌옵좀

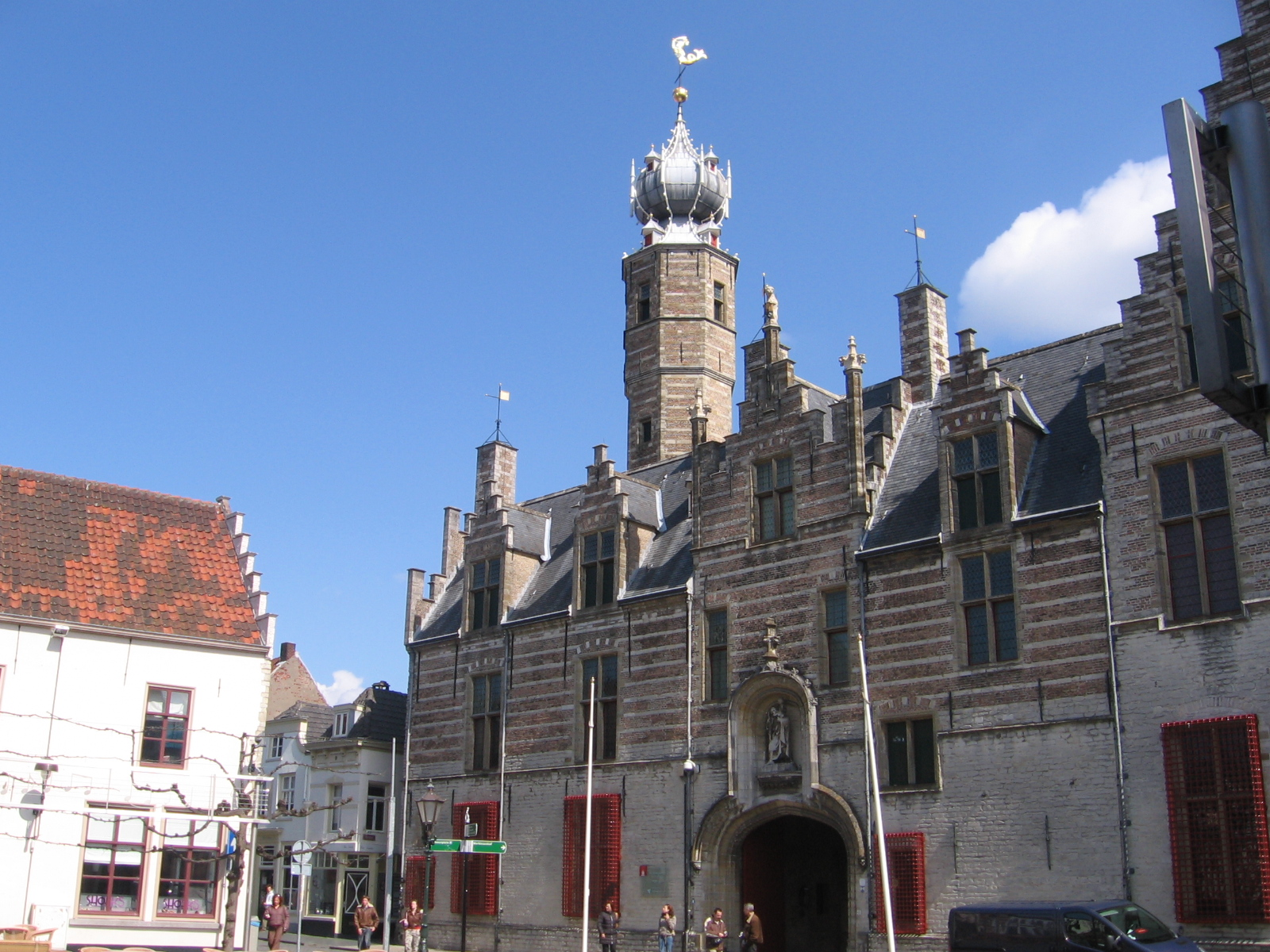
베르헌옵좀에 있는 마르키젠호프(Markiezenhof)

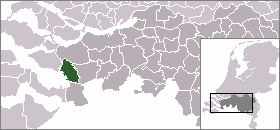
베르헌옵좀의 위치

베르헌옵좀(네덜란드어: Bergen op Zoom)은 네덜란드 남부 노르트브라반트주의 도시로 면적은 93.13km2, 인구는 66,464명(2014년 5월 기준), 인구 밀도는 830명/km2이다.

시기
시 문장

## 역사
도시 지위를 부여받은 시기는 1212년으로 추정된다. 1287년 주변 지역까지 브레다에서 분리되었고 변경백령으로 승격되었다. 1795년까지 몇몇 집안이 세습 통치했지만 17세기에는 이름뿐인 존재로 남았다.
근세 초기에 네덜란드 공화국에서 가장 강력한 요새였으며 무기고가 설치되었다. 습지와 범람하기 쉬운 폴더에 둘러싸여 있었기 때문에 천연 요새로서의 성격도 갖고 있었다. 포위군이 항구를 봉쇄하지 않는 한 바다에서 구호와 물자 보급이 가능했다. 이러한 지형 때문에 네덜란드 독립 전쟁 당시에는 네덜란드군의 전략적 요충지로 여겨졌다.
오스트리아 왕위 계승 전쟁 중이던 1747년 프랑스군이 도시를 포위했다. 17세기 메노 판 쿠호른(Menno van Coehoorn)이 주도한 도시 방어 강화 사업에서는 도시 안에 3개의 보루가 건설되었으며 스헬더강에서 빠져나온 수로가 요새 주위를 둘러싸게 되었다. 그러나 도시 안에는 두 번째 방어 경계선이 없었고 요새 또한 설치되지 않았다. 7일 동안의 포위전 끝에 도시는 점령되었고 군부대 안에서는 학살이 터지게 된다.

## 자매 도시
- 벨기에 아우데나르더
- 폴란드 슈체치네크

## 같이 보기
- 흑사병